# Olio essenziale

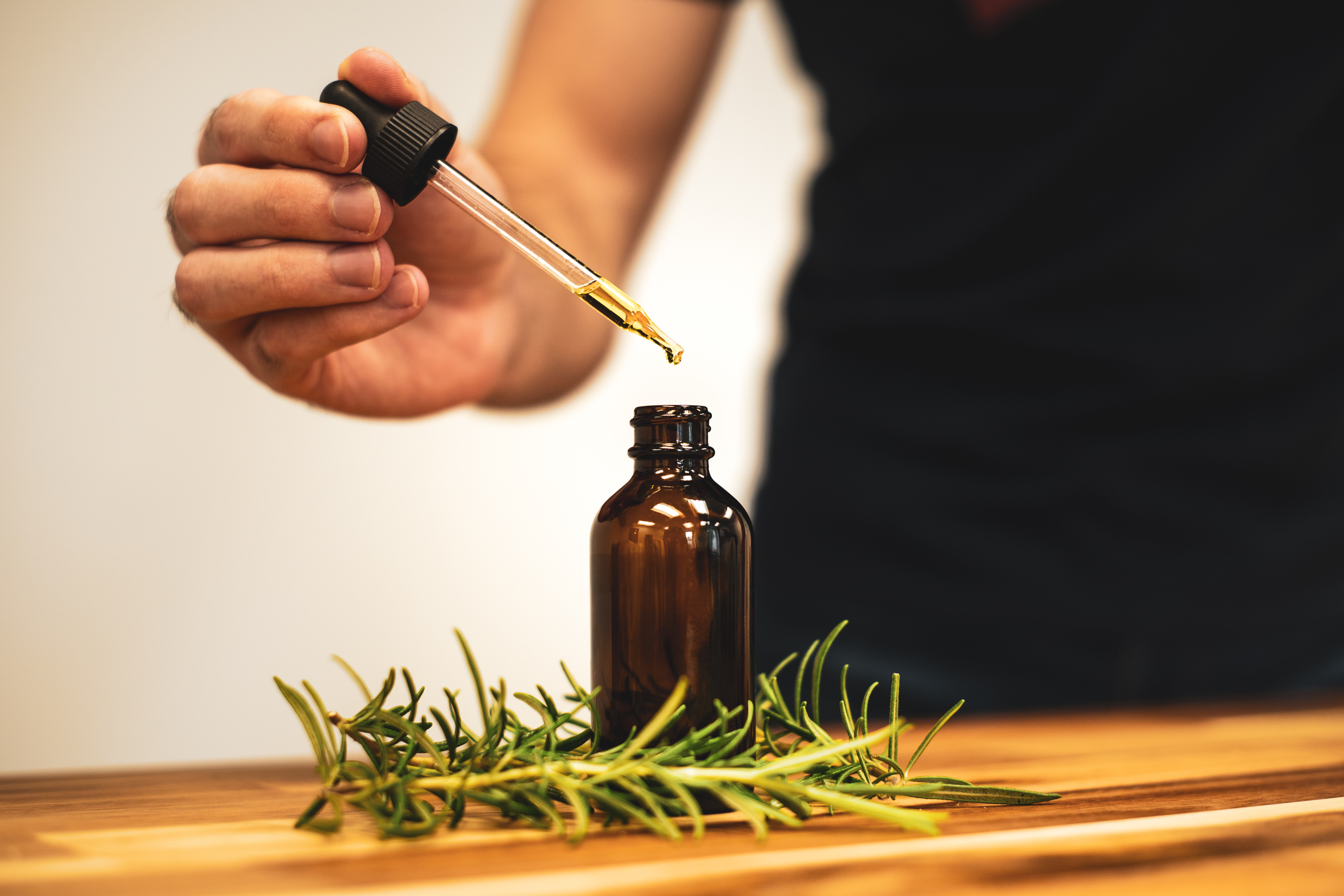
Un flacone di olio essenziale al rosmarino

Gli oli essenziali o oli eterici sono prodotti ottenuti per estrazione a partire da materiale vegetale dotato di aromi, ricco cioè in "essenze". Le essenze vengono prodotte dalle piante per molteplici ragioni e in alcuni casi forse anche come scarti. Si è ipotizzato che le essenze possano svolgere una funzione allelopatica e di attrazione degli impollinatori. Gli oli essenziali sono anche usati in alcune medicine alternative, come ad esempio l'aromaterapia, ma la loro efficacia non è mai stata dimostrata e il loro utilizzo è fino a prova contraria solo una pseudoscienza i cui presunti effetti sono ascrivibili al semplice effetto placebo.

## Caratteristiche
Gli oli essenziali sono miscugli oleosi di sostanze organiche differenti, che possono essere ottenuti per distillazione o per spremitura da un'unica tipologia di vegetale, del quale conservano caratteristiche quali sapore e odore. Sono molto abbondanti in certe famiglie di vegetali e la quantità contenuta in una pianta dipende dalla specie, dal clima e dal tipo di terreno.Talvolta diverse parti della stessa pianta possono produrre oli essenziali diversi a causa della presenza di sostanze chimiche differenti o di concentrazioni diverse delle stesse sostanze. Una volta estratti si presentano come sostanze oleose, liquide, volatili e con odore aromatico. Solitamente portano il nome della pianta dalla quale provengono. Nella maggior parte dei casi si tratta di miscugli liquidi a temperatura ambiente, anche se non mancano i casi in cui il costituente principale è solido, come ad esempio l'olio essenziale di menta o di timo. La loro densità è spesso minore di quella dell'acqua, sulla quale galleggiano. Sono solubili in solventi organici e insolubili o pochissimo solubili in acqua, ma grazie alla loro lieve idrofilia possono trasmetterle il proprio odore; risultano facilmente trascinabili dal vapor acqueo nonostante il loro alto punto di ebollizione (150-300 °C). Gli oli essenziali si trovano in cellule indifferenziate più grosse oppure in tessuti secretori, sono in genere incolori o di colore giallo pallido o giallo arancione. Se contengono composti azulenici possono essere di colore blu o verde-blu. Se esposti alla luce tendono a resinificare a causa della formazione di perossidi.

## Tecnologia di produzione degli oli essenziali

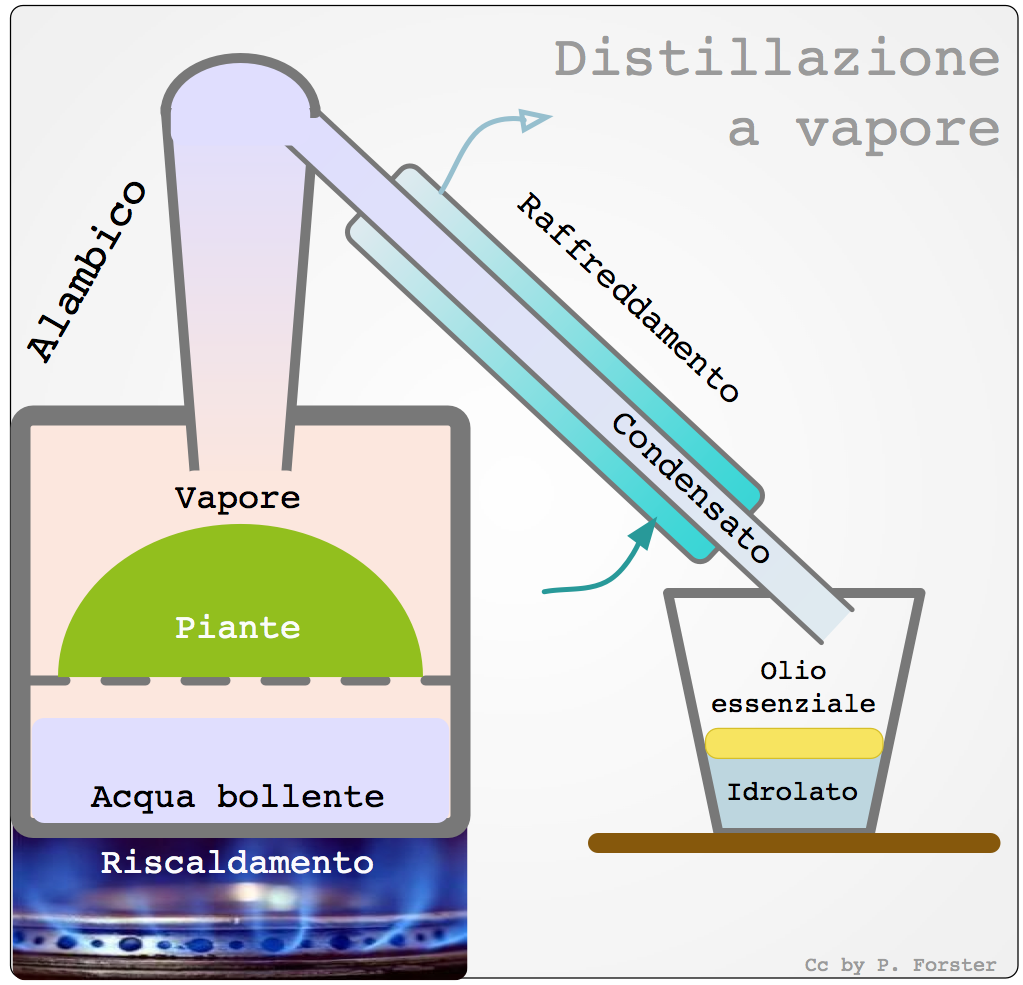
Distillazione a vapore di olio essenziale

Gli oli essenziali come li conosciamo oggi sono un prodotto relativamente moderno. Nonostante il concetto di estrazione in corrente di vapore sia abbastanza antico e probabilmente sia stato sviluppato dai tecnologi arabi più di mille anni fa, questa tecnologia non fu mai utilizzata per isolare gli oli essenziali, bensì per ottenere le acque aromatiche, che erano considerate le vere "essenze" delle piante. Soltanto con il progredire della tecnologia fu possibile isolare con sempre maggior efficienza gli oli essenziali e incominciare ad utilizzarli.
Possono essere contenuti in varie parti della pianta:
- sommità fiorite (lavanda, rosmarino, timo);
- fiori (camomilla, arancio, gelsomino, violetta);
- foglie (basilico, eucalipto, verbena);
- frutti (anice, finocchio, pepe, ginepro, vaniglia);
- scorza di frutti (arancio, bergamotto, limone);
- radici e rizomi (iris, zenzero).

Le metodologie di estrazione accettate nella definizione di olio essenziale sono la distillazione in corrente di vapore (che si distingue poi in distillazione nella quale il materiale è immerso in acqua e distillazione nella quale il materiale è sospeso sopra la fonte di vapore), la spremitura a freddo (delle bucce o epicarpo dei frutti del genere Citrus), e per alcune autorità anche la distillazione a secco o distruttiva (usata ad esempio per ottenere l'olio di cade a partire da Juniperus oxycedrus).
L'olio essenziale è quindi un estratto fitochimico selettivo, nel senso che un particolare gruppo fitochimico è scelto e selettivamente rimosso dalla pianta. Vale la pena sottolineare che l'estratto è altamente selettivo, dato che isola una componente minoritaria della pianta (mediamente dallo 0,01% al 2%). Le essenze contenute nelle piante sono la fonte degli oli essenziali come prodotto, ma non sono completamente sovrapponibili a essi dal punto di vista chimico, dato che gli oli essenziali contengono solo le molecole volatili alle condizioni di estrazione e idrofobiche (le molecole volatili e idrofile si perdono nelle acque aromatiche).

### Distillazione in corrente di vapore
La tecnica della distillazione in corrente di vapore viene utilizzata per estrarre gli oli essenziali dalle piante meno sensibili al calore. Si utilizzano piante fresche, in modo tale che gli oli non vengano alterati dalla conservazione. Gli oli risultano facilmente trascinabili dal vapor acqueo nonostante il loro alto punto di ebollizione (150-300 °C). Il prodotto ottenuto è una miscela di acqua e composti organici, che possono essere separati con facilità.

### Spremitura a freddo
La tecnica della spremitura a freddo viene utilizzata per estrarre gli oli essenziali dalle piante più sensibili al calore che non sopportano l'estrazione a caldo. Viene applicata principalmente ai frutti del genere Citrus.

## Uso antico degli oli essenziali
Non esiste un uso antico degli oli essenziali, se per antichità ci riferiamo all'antichità classica. I profumi o gli oli profumati di cui si parla nei documenti di origine mesopotamica ed egizia, e poi greco-romana, sono da intendersi come oleoliti (estrazione delle essenze tramite macerazione in olio) o come resine grezze (ad esempio incenso, mirra, sandalo, ecc.). Gli utilizzi medico-religiosi o razionali delle piante aromatiche in antichità si riferiscono all'utilizzo della pianta in toto e non all'olio essenziale.

## Uso moderno degli oli essenziali
Attenzione: gli oli essenziali sono miscele complesse e concentrate di sostanze chimiche. L'uso senza la supervisione di un medico può essere pericoloso. L'applicazione di oli essenziali puri sulla pelle può portare a infiammazioni e lesioni della cute e la loro ingestione (a seconda del tipo di olio e della quantità ingerita) è potenzialmente mortale. Bisogna, infatti, considerare che l'indice terapeutico degli oli essenziali, ovvero il rapporto tra la dose tossica e quella terapeutica, è molto basso e ciò significa che anche piccoli aumenti del dosaggio terapeutico possono produrre fenomeni tossici di varia gravità.

La somministrazione per bocca è comunque sconsigliata nella prima infanzia, in gravidanza, allattamento e nei soggetti affetti da gravi epatopatie e/o insufficienze renali. Particolare attenzione inoltre andrà posta nella somministrazione contemporanea con farmaci interferenti col sistema enzimatico Citocromo P450, per possibili reazioni avverse indesiderate.

## Qualità degli oli essenziali
La qualità di un olio essenziale (come di qualsiasi estratto di piante medicinali) dipende dalla qualità delle piante usate e dalle capacità del distillatore. Un metro di giudizio parziale, ma che ci può dare una prima indicazione, è la qualità dell'etichettatura. 
Una etichettatura completa e professionale dovrebbe comprendere: 
- nome botanico (e nome comune)
- eventuale caratterizzazione chemotipica
- parte della pianta usata
- luogo di raccolta
- metodo di estrazione
- data di estrazione
- data di scadenza
- eventuali operazioni effettuate sull'olio grezzo (deterpenazione, ecc.)
- cautele (uso interno, bambini, gravidanza, ecc.)

In caso di dubbio, il fornitore deve essere in grado di mostrare documentazione che attesti l'originalità del prodotto.
Un'analisi effettuata in laboratorio per valutare l'efficacia di un olio essenziale è l'aromatogramma.